# Alien (software)
Alien is een programma dat softwarepakketten converteert. Deze conversie heeft als voordeel dat er meer software beschikbaar is voor een Linuxdistributie. Zo kan het besturingssysteem Debian bijvoorbeeld ook met rpm-installatiebestanden overweg met behulp van alien, iets wat normaal gezien niet mogelijk is.

## Functies
Alien ondersteunt conversie tussen pakketten van Linux Standard Base, Red Hat (.rpm), Debian (.deb), Stampede (.slp), Solaris (.pkg) en Slackware (.tgz). Het is ook in staat om direct de geconverteerde pakketten te installeren, en kan ook proberen om de installatiescripts te converteren. De scriptconversie-functie is handig omdat hierdoor het programma wordt geïnstalleerd zoals bedoeld. Als echter de installatiescripts verkeerd geconverteerd worden, bestaat de mogelijkheid dat de Linuxdistributie niet meer goed werkt. Dit wordt veroorzaakt door een verschillende configuratie tussen de distributies onderling.

## Geschiedenis
Alien werd oorspronkelijk ontwikkeld door Debian-ontwikkelaar Christoph Lameter. In 1997 nam Joey Hess de ontwikkeling over.
Op 14 januari 2015 maakte ontwikkelaar Joey Hess bekend alien niet langer te ondersteunen. Twee jaar later nam ontwikkelaar Kyle Barry de ontwikkeling over. Anno 2024 vindt de ontwikkeling bij Debian plaats.